# Società Sportiva Rende 1985-1986
Questa voce raccoglie le informazioni riguardanti il Rende Calcio 1968 nelle competizioni ufficiali della stagione 1985-1986.

## Rosa
| N. |                   | Ruolo | Calciatore             |
| -- | ----------------- | ----- | ---------------------- |
| -  | Italia (bandiera) | D     | Salvatore Aiello       |
| -  | Italia (bandiera) |       | Bacio                  |
| -  | Italia (bandiera) | P     | Andrea Bertolucci      |
| -  | Italia (bandiera) |       | Bianchi                |
| -  | Italia (bandiera) | P     | Gabriello Carpita      |
| -  | Italia (bandiera) | C     | Francesco Celi         |
| -  | Italia (bandiera) | C     | Sandro Cipparrone      |
| -  | Italia (bandiera) | C     | Carlo Della Volpe      |
| -  | Italia (bandiera) | D     | Gianfranco Guaglianone |
| -  | Italia (bandiera) | D     | Maurizio Guzzo         |
| -  | Italia (bandiera) | D     | Francesco Intrieri     |
| -  | Italia (bandiera) | C     | Massimo Massarini      |

| N. |                   | Ruolo | Calciatore           |
| -- | ----------------- | ----- | -------------------- |
| -  | Italia (bandiera) |       | Mirabelli            |
| -  | Italia (bandiera) |       | Natale               |
| -  | Italia (bandiera) | C     | Salvatore Passarelli |
| -  | Italia (bandiera) | C     | Andrea Pellegrino    |
| -  | Italia (bandiera) | A     | Riccardo Petrucci    |
| -  | Italia (bandiera) | A     | Antonio Ramundo      |
| -  | Italia (bandiera) |       | Rossi                |
| -  | Italia (bandiera) | C     | Tarcisio Sarpa       |
| -  | Italia (bandiera) | A     | Giuseppe Suriano     |
| -  | Italia (bandiera) | P     | Divo Vannucci        |
| -  | Italia (bandiera) | C     | Nicola Venneri       |
| -  | Italia (bandiera) | A     | Eugenio Vitelli      |
| -  | Italia (bandiera) | A     | Marco Zavaglia       |

## Risultati

### Campionato

#### Girone di andata
| 22 settembre 1985 1ª giornata | Turris | 1 – 1 | Rende |  |

| 29 settembre 1985 2ª giornata | Rende | 2 – 1 | Canicattì |  |

| 6 ottobre 1985 3ª giornata | Trapani | 0 – 0 | Rende |  |

| 13 ottobre 1985 4ª giornata | Reggina | 0 – 0 | Rende |  |

| 20 ottobre 1985 5ª giornata | Rende | 2 – 1 | Afragolese |  |

| 27 ottobre 1985 6ª giornata | Ischia Isolaverde | 3 – 0 | Rende |  |

| 3 novembre 1985 7ª giornata | Rende | 3 – 1 | Akragas |  |

| 10 novembre 1985 8ª giornata | Juventus Stabia | 3 – 0 | Rende |  |

| 17 novembre 1985 9ª giornata | Rende | 1 – 0 | Paganese |  |

| 24 novembre 1985 10ª giornata | Pro Cisterna | 3 – 1 | Rende |  |

| 1º dicembre 1985 11ª giornata | Rende | 1 – 1 | Ercolanese |  |

| 8 dicembre 1985 12ª giornata | Gladiator | 3 – 2 | Rende |  |

| 15 dicembre 1985 13ª giornata | Rende | 1 – 0 | Nola |  |

| 22 dicembre 1985 14ª giornata | Siracusa | 2 – 0 | Rende |  |

| 5 gennaio 1986 15ª giornata | Rende | 1 – 2 | Frosinone |  |

| 12 gennaio 1986 16ª giornata | Nissa | 1 – 1 | Rende |  |

| 19 gennaio 1986 17ª giornata | Rende | 0 – 1 | Nocerina |  |

#### Girone di ritorno
| 26 gennaio 1986 18ª giornata | Rende | 2 – 1 | Turris |  |

| 2 febbraio 1986 19ª giornata | Canicattì | 1 – 0 | Rende |  |

| 9 febbraio 1986 20ª giornata | Rende | 1 – 1 | Trapani |  |

| 16 febbraio 1986 21ª giornata | Rende | 2 – 0 | Reggina |  |

| 23 febbraio 1986 22ª giornata | Afragolese | 1 – 0 | Rende |  |

| 2 marzo 1986 23ª giornata | Rende | 1 – 0 | Ischia Isolaverde |  |

| 9 marzo 1986 24ª giornata | Akragas | 2 – 0 | Rende |  |

| 23 marzo 1986 25ª giornata | Rende | 1 – 0 | Juventus Stabia |  |

| 29 marzo 1986 26ª giornata | Paganese | 1 – 0 | Rende |  |

| 6 aprile 1986 27ª giornata | Rende | 2 – 1 | Pro Cisterna |  |

| 13 aprile 1986 28ª giornata | Ercolanese | 2 – 0 | Rende |  |

| 20 aprile 1986 29ª giornata | Rende | 3 – 1 | Gladiator |  |

| 4 maggio 1986 30ª giornata | Nola | 2 – 0 | Rende |  |

| 11 maggio 1986 31ª giornata | Rende | 2 – 1 | Siracusa |  |

| 18 maggio 1986 32ª giornata | Frosinone | 1 – 0 | Rende |  |

| 25 maggio 1986 33ª giornata | Rende | 3 – 0 | Nissa |  |

| 1º giugno 1986 34ª giornata | Nocerina | 1 – 1 | Rende |  |